# هو ليس معجبا بك فحسب
هو ليس معجبا بك فحسب (بالإنجليزية: He's Just Not That Into You)‏ هو فيلم كوميدي رومانسي تم إنتاجه في ألمانيا والولايات المتحدة سنة 2009.

## طاقم التمثيل
- بن أفليك
- جينيفر أنيستون
- درو باريمور
- جينيفر كونلي
- برادلي كوبر
- جينيفر غودين
- سكارليت جوهانسون
- جوستين وونغ
- كريس كريستوفيرسن
- ساشا ألكسندر
- لويس غوزمان

## الميزانية والإيرادات
بلغت تكلفة إنتاج الفيلم حوالي 40 مليون دولار بينما حقق أرباحا تقدر بـ 178,846,899 دولار.

## وصلات خارجية
- هو ليس معجبا بك فحسب على موقع IMDb (الإنجليزية)
- هو ليس معجبا بك فحسب على موقع ميتاكريتيك (الإنجليزية)
- هو ليس معجبا بك فحسب على موقع الموسوعة البريطانية (الإنجليزية)
- هو ليس معجبا بك فحسب على موقع روتن توميتوز (الإنجليزية)
- هو ليس معجبا بك فحسب على موقع نتفليكس (الإنجليزية)
- هو ليس معجبا بك فحسب على موقع قاعدة بيانات الأفلام العربية
- هو ليس معجبا بك فحسب على موقع ألو سيني (الفرنسية)
- هو ليس معجبا بك فحسب على موقع Turner Classic Movies (الإنجليزية)
- هو ليس معجبا بك فحسب على موقع أول موفي (الإنجليزية)
- هو ليس معجبا بك فحسب على موقع بوكس أوفيس موجو (الإنجليزية)